# باشگاه فوتبال مونترال ایمپکت (۱۹۹۲–۲۰۱۱)
مونترال ایمپکت (فرانسوی: Impact de Montréal) یک باشگاه فوتبال حرفه‌ای کانادایی مستقر در مونترال، کبک بود. این تیم که در سال ۱۹۹۳ تأسیس شد، در لیگ‌های مختلف در سطح دوم سیستم لیگ فوتبال ایالات متحده بازی کرد که با لیگ فوتبال حرفه‌ای آمریکا شروع شد. آنها بعداً در دسته اول یوسی‌ال، لیگ برتر دسته دوم و لیگ فوتبال آمریکای شمالی بازی کردند. پس از فصل ۲۰۱۱، تیم ایمپکت با تیمی به همین نام جایگزین شد که در سال ۲۰۱۲ به ام‌ال‌اس پیوست.